# Tomokazu Nagira
Tomokazu Nagira (柳楽 智和 Nagira Tomokazu?), född 17 oktober 1985, är en japansk tidigare fotbollsspelare.
I juni 2005 blev han uttagen i Japans trupp till U20-världsmästerskapet 2005.